# Liste der Baudenkmale in Holzminden
In der Liste der Baudenkmale in Holzminden sind die Baudenkmale der niedersächsischen Stadt Holzminden und ihrer Ortsteile im Landkreis Holzminden aufgelistet.

## Allgemein
In den Spalten befinden sich folgende Informationen:
- Lage: die Adresse des Baudenkmales und die geographischen Koordinaten. Kartenansicht, um Koordinaten zu setzen. In der Kartenansicht sind Baudenkmale ohne Koordinaten mit einem roten Marker dargestellt und können in der Karte gesetzt werden. Baudenkmale ohne Bild sind mit einem blauen Marker gekennzeichnet, Baudenkmale mit Bild mit einem grünen Marker.
- Bezeichnung: Bezeichnung des Baudenkmales
- Beschreibung: die Beschreibung des Baudenkmales. Unter § 3 Abs. 2 NDSchG werden Einzeldenkmale und unter § 3 Abs. 3 NDSchG Gruppen baulicher Anlagen und deren Bestandteile ausgewiesen.
- ID: die Objekt-ID des Baudenkmales
- Bild: ein Bild des Baudenkmales, ggf. zusätzlich mit einem Link zu weiteren Fotos des Baudenkmals im Medienarchiv Wikimedia Commons. Wenn man auf das Kamerasymbol klickt, können Fotos zu Baudenkmalen aus dieser Liste hochgeladen werden:

## Allersheim
Baudenkmale im Ortsteil Allersheim.

### Gruppe: Domäne Allersheim
Die Gruppe „Domäne Allersheim“ hat die ID 26971304.

| Lage                                      | Bezeichnung     | Beschreibung                      | ID       | Bild |
| ----------------------------------------- | --------------- | --------------------------------- | -------- | ---- |
| Allersheim 51° 50′ 40″ N, 9° 28′ 36″ O    | Verwalterhaus   | Domäne Allersheim                 | 25070547 |      |
| Allersheim 51° 50′ 37″ N, 9° 28′ 37″ O    | Gerichtsgebäude | Domäne Allersheim                 | 25070559 |      |
| Allersheim 11 51° 50′ 40″ N, 9° 28′ 43″ O | Scheune         | Domäne Allersh. 1. Hälfte 19. Jh. | 25070572 |      |
| Allersheim 51° 50′ 37″ N, 9° 28′ 35″ O    | Remise          | Domäne Allersheim                 | 25070583 | BW   |
| Allersheim 51° 50′ 39″ N, 9° 28′ 32″ O    | Stall           | Domäne Allersheim                 | 25070594 | BW   |
| Allersheim 51° 50′ 40″ N, 9° 28′ 30″ O    | Scheune         | Domäne Allersheim (1781)          | 25070605 |      |
| Allersheim 51° 50′ 41″ N, 9° 28′ 34″ O    | Scheune         | Domäne Allersh. 1. Hälfte 17. Jh. | 25070616 | BW   |
| Allersheim 51° 50′ 39″ N, 9° 28′ 39″ O    | Garten          | Domäne Allersheim                 | 25070627 | BW   |
| Allersheim 51° 50′ 41″ N, 9° 28′ 46″ O    | Wohnhaus        | Arbeiterwhs. 13, Domäne Allersh.  | 25070653 | BW   |
| Allersheim 15 51° 50′ 42″ N, 9° 28′ 47″ O | Wohnhaus        |                                   | 25070664 |      |
| Allersheim 17 51° 50′ 42″ N, 9° 28′ 48″ O | Wohnhaus        | Arbeiterwhs. 17, Domäne Allersh.  | 25070676 |      |
| Allersheim 19 51° 50′ 42″ N, 9° 28′ 48″ O | Wohnhaus        | Arbeiterwhs. 19, Domäne Allersh.  | 25070687 |      |
| Allersheim 44 51° 50′ 42″ N, 9° 28′ 50″ O | Wohnhaus        | Arbeiterwhs. 44, Domäne Allersh.  | 25070698 | BW   |
| Allersheim 46 51° 50′ 43″ N, 9° 28′ 51″ O | Wohnhaus        | Arbeiterwhs. 46, Domäne Allersh.  | 25070709 | BW   |
| Allersheim 48 51° 50′ 43″ N, 9° 28′ 51″ O | Wohnhaus        | Arbeiterwhs. 48, Domäne Allersh.  | 25070720 | BW   |
| Allersheim 13 51° 50′ 41″ N, 9° 28′ 46″ O | Wohnhaus        | Domäne Allersheim                 | 25070746 | BW   |

### Einzeldenkmale
| Lage                                   | Bezeichnung | Beschreibung        | ID       | Bild |
| -------------------------------------- | ----------- | ------------------- | -------- | ---- |
| Allersheim 51° 50′ 35″ N, 9° 28′ 41″ O | Sudhaus     | Brauerei Allersheim | 25070731 | BW   |

## Holzminden
Baudenkmale im Ortsteil Holzminden.

### Gruppe: Friedhof Allersheimer Straße
Die Gruppe „Friedhof Allersheimer Straße“ hat die ID 26970934.

| Lage                                               | Bezeichnung        | Beschreibung                                         | ID       | Bild |
| -------------------------------------------------- | ------------------ | ---------------------------------------------------- | -------- | ---- |
| Allersheimer Straße 51 51° 50′ 12″ N, 9° 27′ 35″ O | Friedhof           |                                                      | 25070811 | BW   |
| Allersheimer Straße 51 51° 50′ 9″ N, 9° 27′ 39″ O  | Kapelle (Bauwerk)  |                                                      | 25070824 |      |
| Allersheimer Straße 51 51° 50′ 10″ N, 9° 27′ 40″ O | Verwaltungsgebäude | Friedh.Verw. u. Gärtnerwohnung                       | 25070836 | BW   |
| Allersheimer Straße 51 51° 50′ 8″ N, 9° 27′ 40″ O  | Einfriedung        | Friedhofseinfriedung entlang der Allersheimer Straße | 25070232 |      |
| Allersheimer Straße 51 51° 50′ 10″ N, 9° 27′ 42″ O | Friedhof           | Einer der Jüdischen Friedhöfe in Holzminden          | 25076608 |      |

### Gruppe: Friedhof Am Ehrenmal
Die Gruppe „Friedhof Am Ehrenmal“ hat die ID 26970945.

| Lage                                               | Bezeichnung | Beschreibung | ID       | Bild |
| -------------------------------------------------- | ----------- | ------------ | -------- | ---- |
| Fürstenberger Straße 22 51° 49′ 23″ N, 9° 27′ 0″ O | Friedhof    |              | 25070875 |      |

### Gruppe: An den Teichen
Die Gruppe „An den Teichen“ hat die ID 26970967.

| Lage                                               | Bezeichnung      | Beschreibung               | ID       | Bild           |
| -------------------------------------------------- | ---------------- | -------------------------- | -------- | -------------- |
| An den Teichen ggü. 19 51° 49′ 34″ N, 9° 27′ 31″ O | Wehranlage       | Oberer Teich               | 25070435 | BW             |
| An den Teichen 35 51° 49′ 36″ N, 9° 27′ 5″ O       | Wehranlage       | Unterer Teich              | 25070449 | BW             |
| An den Teichen 39 51° 49′ 34″ N, 9° 27′ 19″ O      | Wehranlage       | Mittlerer Teich            | 25070463 |                |
| An den Teichen 33 51° 49′ 34″ N, 9° 27′ 22″ O      | Teich            | Mittlerer Teich            | 25070900 | BW             |
| An den Teichen 51° 49′ 37″ N, 9° 27′ 9″ O          | Teich            | Unterer Teich              | 25070888 |                |
| An den Teichen 51° 49′ 34″ N, 9° 27′ 16″ O         | Denkmal          | Gedenkstätte 1913          | 25070913 |                |
| An den Teichen 15 51° 49′ 35″ N, 9° 27′ 14″ O      | Park             |                            | 25070961 | BW             |
| Ernst-August-Straße 51° 49′ 36″ N, 9° 27′ 20″ O    | Denkmal          | Bismarckdenkmal            | 25071288 |                |
| Ernst-August-Straße 51° 49′ 34″ N, 9° 27′ 17″ O    | Brücke (Bauwerk) | Brücke Ernst-August-Straße | 25071300 | BW             |
| Böntalstraße 51° 49′ 39″ N, 9° 27′ 6″ O            | Haarmann-Denkmal |                            | 25070121 | Weitere Bilder |

### Gruppe: An d. Teichen 15, Ernst-August-Str.
Die Gruppe „An d. Teichen 15, Ernst-August-Str.“ hat die ID 26970956.

| Lage                                               | Bezeichnung | Beschreibung                    | ID       | Bild |
| -------------------------------------------------- | ----------- | ------------------------------- | -------- | ---- |
| An den Teichen 15 51° 49′ 36″ N, 9° 27′ 23″ O      | Villa       |                                 | 25070925 | BW   |
| An den Teichen 15 51° 49′ 37″ N, 9° 27′ 23″ O      | Taubenhaus  |                                 | 25070943 | BW   |
| Ernst-August-Straße 18 51° 49′ 37″ N, 9° 27′ 20″ O | Wohnhaus    |                                 | 25071312 |      |
| Ernst-August-Straße 20 51° 49′ 38″ N, 9° 27′ 20″ O | Wohnhaus    | Remisen- u. Stallgebäude, ehem. | 25071324 |      |

### Gruppe: Bahnhofstraße 10–20
Die Gruppe „Bahnhofstraße 10–20“ hat die ID 26970976.

| Lage                                        | Bezeichnung         | Beschreibung | ID       | Bild |
| ------------------------------------------- | ------------------- | ------------ | -------- | ---- |
| Bahnhofstraße 10 51° 49′ 27″ N, 9° 27′ 3″ O | Wohn-/Geschäftshaus |              | 25071044 |      |
| Bahnhofstraße 11 51° 49′ 27″ N, 9° 27′ 5″ O | Wohnhaus            |              | 25071057 |      |
| Bahnhofstraße 13 51° 49′ 26″ N, 9° 27′ 6″ O | Wohnhaus            |              | 25071069 |      |
| Bahnhofstraße 14 51° 49′ 26″ N, 9° 27′ 4″ O | Wohnhaus            |              | 25071081 | BW   |
| Bahnhofstraße 15 51° 49′ 25″ N, 9° 27′ 7″ O | Wohnhaus            |              | 25071093 |      |
| Bahnhofstraße 16 51° 49′ 25″ N, 9° 27′ 5″ O | Wohn-/Geschäftshaus |              | 25071105 |      |
| Bahnhofstraße 18 51° 49′ 24″ N, 9° 27′ 6″ O | Wohnhaus            |              | 25071117 |      |
| Bahnhofstraße 20 51° 49′ 24″ N, 9° 27′ 6″ O | Wohnhaus            |              | 25071131 |      |

### Gruppe: Landschulh. zw. Einbecker Str. u. Pipp.
Die Gruppe „Landschulh. zw. Einbecker Str. u. Pipp.“ hat die ID 26971232.

| Lage                                           | Bezeichnung   | Beschreibung              | ID       | Bild |
| ---------------------------------------------- | ------------- | ------------------------- | -------- | ---- |
| Einbecker Straße 1 51° 49′ 31″ N, 9° 29′ 28″ O | Landschulheim | Landschulheim, Unterhaus  | 25075289 | BW   |
| Einbecker Straße 1 51° 49′ 26″ N, 9° 29′ 26″ O | Landschulheim | Landschulheim, Mittelhaus | 25075309 | BW   |
| Einbecker Straße 1 51° 49′ 21″ N, 9° 29′ 28″ O | Landschulheim | Landschulheim, Oberhaus   | 25075327 | BW   |
| Einbecker Straße 1 51° 49′ 30″ N, 9° 29′ 22″ O | Sternwarte    | Landschulheim             | 25075345 | BW   |
| Einbecker Straße 1 51° 49′ 28″ N, 9° 29′ 26″ O | Park          | Landschulheim             | 25075361 | BW   |

### Gruppe: Ernst-August-Str. 44/Sohnreystr. 39
Die Gruppe „Ernst-August-Str. 44/Sohnreystr. 39“ hat die ID 26970987.

| Lage                                               | Bezeichnung | Beschreibung     | ID       | Bild |
| -------------------------------------------------- | ----------- | ---------------- | -------- | ---- |
| Ernst-August-Straße 44 51° 49′ 50″ N, 9° 27′ 15″ O | Wohnhaus    | Hinter den Höfen | 25071336 |      |
| Sohnreystraße 39 51° 49′ 51″ N, 9° 27′ 16″ O       | Wohnhaus    | Hinter den Höfen | 25074583 |      |

### Gruppe: Fahrenbreite 22–32
Die Gruppe „Fahrenbreite 22–32“ hat die ID 26970996.

| Lage                                      | Bezeichnung | Beschreibung | ID       | Bild |
| ----------------------------------------- | ----------- | ------------ | -------- | ---- |
| Fahrenbreite 22 51° 49′ 6″ N, 9° 27′ 0″ O | Wohnhaus    |              | 25071348 | BW   |
| Fahrenbreite 24 51° 49′ 6″ N, 9° 27′ 0″ O | Wohnhaus    |              | 25071360 | BW   |
| Fahrenbreite 26 51° 49′ 6″ N, 9° 27′ 1″ O | Wohnhaus    |              | 25071372 | BW   |
| Fahrenbreite 28 51° 49′ 6″ N, 9° 27′ 1″ O | Wohnhaus    |              | 25071384 | BW   |
| Fahrenbreite 30 51° 49′ 7″ N, 9° 27′ 1″ O | Wohnhaus    |              | 25071396 | BW   |
| Fahrenbreite 32 51° 49′ 7″ N, 9° 27′ 1″ O | Wohnhaus    |              | 25071408 | BW   |

### Gruppe: Fürstenberger Straße 1A–6
Die Gruppe „Fürstenberger Straße 1A–6“ hat die ID 26971005.

| Lage                                                 | Bezeichnung              | Beschreibung | ID       | Bild |
| ---------------------------------------------------- | ------------------------ | ------------ | -------- | ---- |
| Fürstenberger Straße 1 B 51° 49′ 35″ N, 9° 26′ 59″ O | Wohn-/Geschäftshaus      |              | 25071445 | BW   |
| Fürstenberger Straße 1 C 51° 49′ 35″ N, 9° 26′ 59″ O | Wohn-/Geschäftshaus      |              | 25071457 | BW   |
| Fürstenberger Straße 1 C 51° 49′ 35″ N, 9° 26′ 59″ O | Nebengebäude             |              | 25076645 | BW   |
| Fürstenberger Straße 2 51° 49′ 36″ N, 9° 27′ 1″ O    | Wohnhaus                 |              | 25071471 | BW   |
| Fürstenberger Straße 2 A 51° 49′ 35″ N, 9° 27′ 1″ O  | Verwaltungsgebäude       | Bankgebäude  | 25071484 | BW   |
| Fürstenberger Straße 3 51° 49′ 34″ N, 9° 26′ 58″ O   | Wohn-/Wirtschaftsgebäude |              | 25071496 | BW   |
| Fürstenberger Straße 5 51° 49′ 34″ N, 9° 26′ 58″ O   | Wohn-/Geschäftshaus      |              | 25071524 | BW   |

### Gruppe: Goldener Winkel 1, 3, 5
Die Gruppe „Goldener Winkel 1, 3, 5“ hat die ID 26971014.

| Lage                                          | Bezeichnung              | Beschreibung | ID       | Bild |
| --------------------------------------------- | ------------------------ | ------------ | -------- | ---- |
| Goldener Winkel 1 51° 49′ 47″ N, 9° 26′ 42″ O | Wohn-/Wirtschaftsgebäude |              | 25071636 |      |
| Goldener Winkel 3 51° 49′ 47″ N, 9° 26′ 41″ O | Wohnhaus                 |              | 25071648 |      |
| Goldener Winkel 5 51° 49′ 48″ N, 9° 26′ 41″ O | Wohnhaus                 |              | 25071660 |      |

### Gruppe: Goldener Winkel 16, 18
Die Gruppe „Goldener Winkel 16, 18“ hat die ID 26971023.

| Lage                                           | Bezeichnung | Beschreibung                | ID       | Bild |
| ---------------------------------------------- | ----------- | --------------------------- | -------- | ---- |
| Goldener Winkel 16 51° 49′ 49″ N, 9° 26′ 40″ O | Wohnhaus    |                             | 25071724 |      |
| Goldener Winkel 18 51° 49′ 49″ N, 9° 26′ 40″ O | Wohnhaus    | Wohn-, Wirtschaftsg., ehem. | 25071736 | BW   |

### Gruppe: Grabenstr. 1–37, Tünneckenhagen 3–9
Die Gruppe „Grabenstr. 1–37, Tünneckenhagen 3–9“ hat die ID 26971032.

| Lage                                          | Bezeichnung              | Beschreibung                | ID       | Bild           |
| --------------------------------------------- | ------------------------ | --------------------------- | -------- | -------------- |
| Grabenstraße 51° 49′ 37″ N, 9° 26′ 53″ O      | Straßenpflaster          | alte Straßenpflasterung     | 25071762 |                |
| Grabenstraße 1 51° 49′ 37″ N, 9° 26′ 56″ O    | Wohn-/Geschäftshaus      |                             | 25071776 |                |
| Grabenstraße 3 51° 49′ 37″ N, 9° 26′ 56″ O    | Wohnhaus                 |                             | 25071800 |                |
| Grabenstraße 5 51° 49′ 37″ N, 9° 26′ 55″ O    | Wohnhaus                 |                             | 25071824 |                |
| Grabenstraße 11 51° 49′ 37″ N, 9° 26′ 55″ O   | Wohnhaus                 | Doppelwohnhaus              | 25071836 |                |
| Grabenstraße 11 a 51° 49′ 37″ N, 9° 26′ 55″ O | Wohnhaus                 |                             | 25071848 | BW             |
| Grabenstraße 13 51° 49′ 37″ N, 9° 26′ 54″ O   | Wohnhaus                 | Doppelwohnhaus              | 25071860 |                |
| Grabenstraße 13 a 51° 49′ 37″ N, 9° 26′ 54″ O | Wohnhaus                 | Doppelwohnhaus              | 25071872 | BW             |
| Grabenstraße 15 51° 49′ 37″ N, 9° 26′ 54″ O   | Wohnhaus                 |                             | 25071884 |                |
| Grabenstraße 17 51° 49′ 37″ N, 9° 26′ 53″ O   | Wohnhaus                 | Wohn-, Wirtschaftsg., ehem. | 25071896 |                |
| Grabenstraße 19 51° 49′ 36″ N, 9° 26′ 53″ O   | Wohn-/Wirtschaftsgebäude |                             | 25071908 |                |
| Grabenstraße 21 51° 49′ 36″ N, 9° 26′ 52″ O   | Wohnhaus                 |                             | 25071920 | BW             |
| Grabenstraße 23 51° 49′ 36″ N, 9° 26′ 52″ O   | Wohn-/Wirtschaftsgebäude | Durchgangsdielenhaus        | 25071932 |                |
| Grabenstraße 25 51° 49′ 36″ N, 9° 26′ 51″ O   | Wohn-/Wirtschaftsgebäude |                             | 25071944 | BW             |
| Grabenstraße 27 51° 49′ 36″ N, 9° 26′ 51″ O   | Wohnhaus                 |                             | 25071956 | BW             |
| Grabenstraße 29 51° 49′ 36″ N, 9° 26′ 50″ O   | Wohnhaus                 |                             | 25071968 | BW             |
| Grabenstraße 31 51° 49′ 36″ N, 9° 26′ 50″ O   | Wohn-/Wirtschaftsgebäude | Durchgangsdielenhaus        | 25071980 |                |
| Grabenstraße 33 51° 49′ 36″ N, 9° 26′ 49″ O   | Wohn-/Wirtschaftsgebäude |                             | 25071992 |                |
| Grabenstraße 35 51° 49′ 36″ N, 9° 26′ 49″ O   | Wohnhaus                 |                             | 25072004 |                |
| Grabenstraße 37 51° 49′ 36″ N, 9° 26′ 48″ O   | Wohnhaus                 |                             | 25072016 |                |
| Tünneckenhagen 3 51° 49′ 38″ N, 9° 26′ 57″ O  | Wohnhaus                 |                             | 25074765 |                |
| Tünneckenhagen 5 51° 49′ 38″ N, 9° 26′ 57″ O  | Torhaus                  | Reichspräsidentenhaus       | 25074777 | Weitere Bilder |
| Tünneckenhagen 7 51° 49′ 38″ N, 9° 26′ 57″ O  | Wohnhaus                 |                             | 25074790 | BW             |
| Tünneckenhagen 9 51° 49′ 38″ N, 9° 26′ 57″ O  | Wohnhaus                 |                             | 25074802 |                |

### Gruppe: Grabenstr. 2, 4
Die Gruppe „Grabenstr. 2, 4“ hat die ID 26971043.

| Lage                                       | Bezeichnung | Beschreibung | ID       | Bild |
| ------------------------------------------ | ----------- | ------------ | -------- | ---- |
| Grabenstraße 2 51° 49′ 37″ N, 9° 26′ 54″ O | Wohnhaus    |              | 25071788 | BW   |
| Grabenstraße 4 51° 49′ 37″ N, 9° 26′ 54″ O | Wohnhaus    |              | 25071812 | BW   |

### Gruppe: Haarmannplatz 2–8, Obere Straße 2
Die Gruppe „Haarmannplatz 2–8, Obere Straße 2“ hat die ID 26971054.

| Lage                                        | Bezeichnung         | Beschreibung | ID       | Bild |
| ------------------------------------------- | ------------------- | ------------ | -------- | ---- |
| Haarmannplatz 2 51° 49′ 39″ N, 9° 27′ 0″ O  | Wohn-/Geschäftshaus |              | 25072041 | BW   |
| Haarmannplatz 4 51° 49′ 39″ N, 9° 27′ 0″ O  | Wohn-/Geschäftshaus |              | 25072067 | BW   |
| Haarmannplatz 8 51° 49′ 37″ N, 9° 26′ 59″ O | Wohn-/Geschäftshaus |              | 25072079 | BW   |
| Obere Straße 2 51° 49′ 40″ N, 9° 27′ 0″ O   | Wohn-/Geschäftshaus |              | 25074280 |      |

### Gruppe: Hafendamm 7, 9, 11
Die Gruppe „Hafendamm 7, 9, 11“ hat die ID 26971063.

| Lage                                     | Bezeichnung | Beschreibung | ID       | Bild |
| ---------------------------------------- | ----------- | ------------ | -------- | ---- |
| Hafendamm 7 51° 49′ 35″ N, 9° 26′ 51″ O  | Wohnhaus    |              | 25072096 |      |
| Hafendamm 9 51° 49′ 35″ N, 9° 26′ 50″ O  | Wohnhaus    |              | 25072108 |      |
| Hafendamm 11 51° 49′ 34″ N, 9° 26′ 49″ O | Wohnhaus    |              | 25072120 |      |

### Gruppe: Hintere Straße 9–23
Die Gruppe „Hintere Straße 9–23“ hat die ID 26971072.

| Lage                                          | Bezeichnung              | Beschreibung                | ID       | Bild |
| --------------------------------------------- | ------------------------ | --------------------------- | -------- | ---- |
| Hintere Straße 9 51° 49′ 38″ N, 9° 26′ 53″ O  | Wohn-/Wirtschaftsgebäude | Durchgangsdielenhaus        | 25071980 |      |
| Hintere Straße 11 51° 49′ 38″ N, 9° 26′ 52″ O | Wohn-/Wirtschaftsgebäude | Durchgangsdielenhaus        | 25072292 |      |
| Hintere Straße 15 51° 49′ 38″ N, 9° 26′ 51″ O | Wohn-/Wirtschaftsgebäude | Durchgangsdielenhaus, ehem. | 25072344 |      |
| Hintere Straße 17 51° 49′ 38″ N, 9° 26′ 50″ O | Wohn-/Wirtschaftsgebäude |                             | 25072356 |      |
| Hintere Straße 19 51° 49′ 38″ N, 9° 26′ 50″ O | Wohn-/Wirtschaftsgebäude |                             | 25072368 |      |
| Hintere Straße 21 51° 49′ 38″ N, 9° 26′ 49″ O | Wohnhaus                 |                             | 25072380 |      |
| Hintere Straße 23 51° 49′ 38″ N, 9° 26′ 48″ O | Wohn-/Wirtschaftsgebäude |                             | 25072392 |      |
| Hintere Straße 25 51° 49′ 38″ N, 9° 26′ 48″ O | Wohnhaus                 | Doppelwohnhaus              | 25072404 |      |
| Hintere Straße 27 51° 49′ 38″ N, 9° 26′ 47″ O | Wohnhaus                 | Doppelwohnhaus              | 25072418 |      |

### Gruppe: Jugendgarten 28–308
Die Gruppe „Jugendgarten 28–308“ hat die ID 26971093.

| Lage                                       | Bezeichnung   | Beschreibung       | ID       | Bild |
| ------------------------------------------ | ------------- | ------------------ | -------- | ---- |
| Jugendgarten 51° 50′ 2″ N, 9° 27′ 5″ O     | Garten        | Jugendgarten       | 25072508 | BW   |
| Jugendgarten 28 51° 50′ 2″ N, 9° 27′ 7″ O  | Wohnhaus      | Pestalozzistiftung | 25072562 | BW   |
| Jugendgarten 281 51° 50′ 2″ N, 9° 27′ 7″ O | Wohnhaus      | Pestalozzistiftung | 25072622 | BW   |
| Jugendgarten 282 51° 50′ 2″ N, 9° 27′ 6″ O | Wohnhaus      | Pestalozzistiftung | 25072634 | BW   |
| Jugendgarten 283 51° 50′ 2″ N, 9° 27′ 6″ O | Wohnhaus      | Pestalozzistiftung | 25072646 | BW   |
| Jugendgarten 284 51° 50′ 2″ N, 9° 27′ 6″ O | Wohnhaus      | Pestalozzistiftung | 25072658 | BW   |
| Jugendgarten 285 51° 50′ 3″ N, 9° 27′ 6″ O | Wohnhaus      | Pestalozzistiftung | 25072670 | BW   |
| Jugendgarten 286 51° 50′ 3″ N, 9° 27′ 6″ O | Wohnhaus      | Pestalozzistiftung | 25072682 | BW   |
| Jugendgarten 287 51° 50′ 3″ N, 9° 27′ 6″ O | Wohnhaus      | Pestalozzistiftung | 25072694 | BW   |
| Jugendgarten 288 51° 50′ 3″ N, 9° 27′ 6″ O | Wohnhaus      | Pestalozzistiftung | 25072706 | BW   |
| Jugendgarten 51° 50′ 3″ N, 9° 27′ 5″ O     | Ställe        | Pestalozzistiftung | 25072520 | BW   |
| Jugendgarten 51° 50′ 3″ N, 9° 27′ 5″ O     | Tordurchfahrt | Pestalozzistiftung | 25072548 | BW   |
| Jugendgarten 51° 50′ 3″ N, 9° 27′ 5″ O     | Waschküche    | Pestalozzistiftung | 25072534 | BW   |
| Jugendgarten 51° 50′ 3″ N, 9° 27′ 4″ O     | Ställe        | Pestalozzistiftung | 25072520 | BW   |
| Jugendgarten 30 51° 50′ 1″ N, 9° 27′ 5″ O  | Wohnhaus      | Pestalozzistiftung | 25072574 | BW   |
| Jugendgarten 301 51° 50′ 2″ N, 9° 27′ 5″ O | Wohnhaus      | Pestalozzistiftung | 25072718 | BW   |
| Jugendgarten 302 51° 50′ 2″ N, 9° 27′ 5″ O | Wohnhaus      | Pestalozzistiftung | 25072730 | BW   |
| Jugendgarten 303 51° 50′ 2″ N, 9° 27′ 5″ O | Wohnhaus      | Pestalozzistiftung | 25072742 | BW   |
| Jugendgarten 304 51° 50′ 2″ N, 9° 27′ 5″ O | Wohnhaus      | Pestalozzistiftung | 25072754 | BW   |
| Jugendgarten 305 51° 50′ 2″ N, 9° 27′ 5″ O | Wohnhaus      | Pestalozzistiftung | 25072766 | BW   |
| Jugendgarten 306 51° 50′ 2″ N, 9° 27′ 5″ O | Wohnhaus      | Pestalozzistiftung | 25072778 | BW   |
| Jugendgarten 307 51° 50′ 3″ N, 9° 27′ 4″ O | Wohnhaus      | Pestalozzistiftung | 25072790 | BW   |
| Jugendgarten 308 51° 50′ 3″ N, 9° 27′ 4″ O | Wohnhaus      | Pestalozzistiftung | 25072802 | BW   |

### Gruppe: Jugendgarten 38, 40, 42
Die Gruppe „Jugendgarten 38, 40, 42“ hat die ID 26971102.

| Lage                                      | Bezeichnung | Beschreibung           | ID       | Bild |
| ----------------------------------------- | ----------- | ---------------------- | -------- | ---- |
| Jugendgarten 38 51° 50′ 0″ N, 9° 27′ 1″ O | Wohnhaus    | Kinderreichen-Siedlung | 25072586 | BW   |
| Jugendgarten 40 51° 50′ 0″ N, 9° 27′ 0″ O | Wohnhaus    | Kinderreichen-Siedlung | 25072598 | BW   |
| Jugendgarten 42 51° 50′ 0″ N, 9° 27′ 0″ O | Wohnhaus    | Kinderreichen-Siedlung | 25072610 | BW   |

### Gruppe: Karlstraße 3–14
Die Gruppe „Karlstraße 3–14“ hat die ID 26971111.

| Lage                                      | Bezeichnung         | Beschreibung   | ID       | Bild |
| ----------------------------------------- | ------------------- | -------------- | -------- | ---- |
| Karlstraße 3 51° 49′ 49″ N, 9° 26′ 51″ O  | Wohn-/Geschäftshaus |                | 25072814 |      |
| Karlstraße 4 51° 49′ 49″ N, 9° 26′ 53″ O  | Wohn-/Geschäftshaus |                | 25072826 |      |
| Karlstraße 5 51° 49′ 49″ N, 9° 26′ 51″ O  | Wohn-/Geschäftshaus |                | 25072838 |      |
| Karlstraße 7 51° 49′ 50″ N, 9° 26′ 53″ O  | Wohnhaus            | Querdielenhaus | 25072850 |      |
| Karlstraße 9 51° 49′ 50″ N, 9° 26′ 54″ O  | Wohnhaus            |                | 25072862 |      |
| Karlstraße 10 51° 49′ 49″ N, 9° 26′ 54″ O | Wohn-/Geschäftshaus |                | 25072874 |      |
| Karlstraße 11 51° 49′ 50″ N, 9° 26′ 54″ O | Wohnhaus            |                | 25072886 |      |
| Karlstraße 12 51° 49′ 49″ N, 9° 26′ 54″ O | Wohn-/Geschäftshaus |                | 25072898 |      |
| Karlstraße 14 51° 49′ 49″ N, 9° 26′ 55″ O | Wohnhaus            |                | 25072923 |      |

### Gruppe: Karlstraße 15
Die Gruppe „Karlstraße 15“ hat die ID 26971120.

| Lage                                      | Bezeichnung            | Beschreibung           | ID       | Bild |
| ----------------------------------------- | ---------------------- | ---------------------- | -------- | ---- |
| Karlstraße 15 51° 49′ 51″ N, 9° 26′ 58″ O | Gerichtsgebäude        | Amtsgericht Holzminden | 25072936 |      |
| Karlstraße 15 51° 49′ 52″ N, 9° 26′ 57″ O | Gefängnis (Baukomplex) | Amtsgericht            | 25070094 |      |
| Karlstraße 15 51° 49′ 52″ N, 9° 26′ 56″ O | Nebengebäude           |                        | 25072949 |      |

### Gruppe: Karlstraße 18, Karlschule
Die Gruppe „Karlstraße 18, Karlschule“ hat die ID 38154024.

| Lage                                     | Bezeichnung | Beschreibung | ID       | Bild |
| ---------------------------------------- | ----------- | ------------ | -------- | ---- |
| Karlstraße 18 51° 49′ 50″ N, 9° 27′ 1″ O | Schule      | Karlschule   | 25072975 |      |
| Karlstraße 18 51° 49′ 49″ N, 9° 27′ 3″ O | Turnhalle   | Karlschule   | 38154254 |      |

### Gruppe: Kirchplatz 1, 3
Die Gruppe „Kirchplatz 1, 3“ hat die ID 26971129.

| Lage                                     | Bezeichnung | Beschreibung | ID       | Bild |
| ---------------------------------------- | ----------- | ------------ | -------- | ---- |
| Kirchplatz 1 51° 49′ 43″ N, 9° 26′ 42″ O | Wohnhaus    |              | 25073040 |      |
| Kirchplatz 3 51° 49′ 43″ N, 9° 26′ 42″ O | Wohnhaus    |              | 25073052 |      |

### Gruppe: Kirchstraße 3, Glockenpfuhl 1, 3
Die Gruppe „Kirchstraße 3, Glockenpfuhl 1, 3“ hat die ID 26971140.

| Lage                                       | Bezeichnung | Beschreibung | ID       | Bild |
| ------------------------------------------ | ----------- | ------------ | -------- | ---- |
| Glockenpfuhl 1 51° 49′ 45″ N, 9° 26′ 43″ O | Wohnhaus    |              | 25071614 |      |
| Glockenpfuhl 3 51° 49′ 45″ N, 9° 26′ 42″ O | Wohnhaus    |              | 25071625 |      |
| Kirchstraße 3 51° 49′ 45″ N, 9° 26′ 43″ O  | Wohnhaus    |              | 25073103 | BW   |

### Gruppe: Liebigstraße 33–61
Die Gruppe „Liebigstraße 33–61“ hat die ID 26971151.

| Lage                                       | Bezeichnung | Beschreibung                    | ID       | Bild |
| ------------------------------------------ | ----------- | ------------------------------- | -------- | ---- |
| Liebigstraße 33 51° 49′ 42″ N, 9° 28′ 2″ O | Wohnhaus    | Werkssiedlung, Arbeiterwohnhaus | 25073154 |      |
| Liebigstraße 35 51° 49′ 43″ N, 9° 28′ 3″ O | Wohnhaus    | Werkssiedlung, Arbeiterwohnhaus | 25073166 |      |
| Liebigstraße 36 51° 49′ 42″ N, 9° 28′ 4″ O | Wohnhaus    | Werkssiedlung, Arbeiterwohnhaus | 25073178 |      |
| Liebigstraße 37 51° 49′ 43″ N, 9° 28′ 3″ O | Wohnhaus    | Werkssiedlung, Arbeiterwohnhaus | 25073190 |      |
| Liebigstraße 38 51° 49′ 43″ N, 9° 28′ 3″ O | Wohnhaus    | Werkssiedlung, Arbeiterwohnhaus | 25073202 |      |
| Liebigstraße 39 51° 49′ 43″ N, 9° 28′ 3″ O | Wohnhaus    | Werkssiedlung, Arbeiterwohnhaus | 25073214 |      |
| Liebigstraße 40 51° 49′ 43″ N, 9° 28′ 4″ O | Wohnhaus    | Werkssiedlung, Arbeiterwohnhaus | 25073226 |      |
| Liebigstraße 41 51° 49′ 44″ N, 9° 28′ 3″ O | Wohnhaus    | Werkssiedlung, Arbeiterwohnhaus | 25073238 |      |
| Liebigstraße 42 51° 49′ 44″ N, 9° 28′ 4″ O | Wohnhaus    | Werkssiedlung, Arbeiterwohnhaus | 25073250 |      |
| Liebigstraße 43 51° 49′ 44″ N, 9° 28′ 3″ O | Wohnhaus    | Werkssiedlung, Arbeiterwohnhaus | 25073262 |      |
| Liebigstraße 44 51° 49′ 44″ N, 9° 28′ 4″ O | Wohnhaus    | Werkssiedlung, Arbeiterwohnhaus | 25073274 |      |
| Liebigstraße 45 51° 49′ 44″ N, 9° 28′ 3″ O | Wohnhaus    | Werkssiedlung, Arbeiterwohnhaus | 25073286 |      |
| Liebigstraße 46 51° 49′ 45″ N, 9° 28′ 4″ O | Wohnhaus    | Werkssiedlung, Arbeiterwohnhaus | 25073298 |      |
| Liebigstraße 47 51° 49′ 45″ N, 9° 28′ 3″ O | Wohnhaus    | Werkssiedlung, Arbeiterwohnhaus | 25073310 |      |
| Liebigstraße 48 51° 49′ 45″ N, 9° 28′ 4″ O | Wohnhaus    | Werkssiedlung, Arbeiterwohnhaus | 25073322 |      |
| Liebigstraße 49 51° 49′ 45″ N, 9° 28′ 3″ O | Wohnhaus    | Werkssiedlung, Arbeiterwohnhaus | 25073334 |      |
| Liebigstraße 50 51° 49′ 45″ N, 9° 28′ 4″ O | Wohnhaus    | Werkssiedlung, Arbeiterwohnhaus | 25073346 |      |
| Liebigstraße 51 51° 49′ 45″ N, 9° 28′ 3″ O | Wohnhaus    | Werkssiedlung, Arbeiterwohnhaus | 25073358 |      |
| Liebigstraße 52 51° 49′ 46″ N, 9° 28′ 4″ O | Wohnhaus    | Werkssiedlung, Arbeiterwohnhaus | 25073370 |      |
| Liebigstraße 53 51° 49′ 45″ N, 9° 28′ 3″ O | Wohnhaus    | Werkssiedlung, Arbeiterwohnhaus | 25073382 |      |
| Liebigstraße 54 51° 49′ 46″ N, 9° 28′ 4″ O | Wohnhaus    | Werkssiedlung, Arbeiterwohnhaus | 25073394 |      |
| Liebigstraße 55 51° 49′ 46″ N, 9° 28′ 3″ O | Wohnhaus    | Werkssiedlung, Arbeiterwohnhaus | 25073406 |      |
| Liebigstraße 56 51° 49′ 47″ N, 9° 28′ 4″ O | Wohnhaus    | Werkssiedlung, Arbeiterwohnhaus | 25073418 |      |
| Liebigstraße 57 51° 49′ 46″ N, 9° 28′ 3″ O | Wohnhaus    | Werkssiedlung, Arbeiterwohnhaus | 25073430 |      |
| Liebigstraße 58 51° 49′ 47″ N, 9° 28′ 4″ O | Wohnhaus    | Werkssiedlung, Arbeiterwohnhaus | 25073442 |      |
| Liebigstraße 59 51° 49′ 47″ N, 9° 28′ 3″ O | Wohnhaus    | Werkssiedlung, Arbeiterwohnhaus | 25073454 |      |
| Liebigstraße 61 51° 49′ 47″ N, 9° 28′ 3″ O | Wohnhaus    | Werkssiedlung, Arbeiterwohnhaus | 25073466 |      |

### Gruppe: Markt 1–18, Halbemond. 20, Johannis. 1
Die Gruppe „Markt 1–18, Halbemond. 20, Johannis.1“ hat die ID 26971160.

| Lage                                          | Bezeichnung              | Beschreibung                | ID       | Bild |
| --------------------------------------------- | ------------------------ | --------------------------- | -------- | ---- |
| Markt 51° 49′ 42″ N, 9° 26′ 48″ O             | Marktplatz (Baukomplex)  |                             | 25073491 |      |
| Markt 51° 49′ 42″ N, 9° 26′ 47″ O             | Brunnen                  |                             | 25070330 |      |
| Markt 51° 49′ 42″ N, 9° 26′ 49″ O             | Bäume                    |                             | 25070342 | BW   |
| Markt 1 51° 49′ 43″ N, 9° 26′ 49″ O           | Wohn-/Geschäftshaus      |                             | 25073506 | BW   |
| Markt 2 51° 49′ 42″ N, 9° 26′ 50″ O           | Wohn-/Geschäftshaus      | Durchgangsdielenhaus, ehem. | 25073518 |      |
| Markt 3 51° 49′ 43″ N, 9° 26′ 48″ O           | Wohn-/Geschäftshaus      |                             | 25073530 |      |
| Markt 4 51° 49′ 42″ N, 9° 26′ 50″ O           | Wohn-/Geschäftshaus      |                             | 25073542 |      |
| Markt 5 51° 49′ 43″ N, 9° 26′ 48″ O           | Wohn-/Geschäftshaus      | Apotheke am Markt           | 25073554 |      |
| Markt 5 51° 49′ 43″ N, 9° 26′ 48″ O           | Innenausstattung         | Apotheke am Markt           | 25070136 | BW   |
| Markt 5 51° 49′ 44″ N, 9° 26′ 47″ O           | Hintergebäude            |                             | 25076631 | BW   |
| Markt 6 51° 49′ 41″ N, 9° 26′ 49″ O           | Wohn-/Geschäftshaus      |                             | 25073574 |      |
| Markt 7 51° 49′ 43″ N, 9° 26′ 47″ O           | Wohn-/Geschäftshaus      |                             | 25073586 |      |
| Markt 8 51° 49′ 41″ N, 9° 26′ 48″ O           | Wohn-/Geschäftshaus      | Durchgangsdielenhaus, ehem. | 25073604 |      |
| Markt 9 51° 49′ 43″ N, 9° 26′ 46″ O           | Wohnhaus                 |                             | 25073616 |      |
| Markt 10 51° 49′ 41″ N, 9° 26′ 48″ O          | Wohn-/Geschäftshaus      |                             | 25073628 |      |
| Markt 11 51° 49′ 43″ N, 9° 26′ 45″ O          | Wohn-/Geschäftshaus      |                             | 25073640 |      |
| Markt 12 51° 49′ 41″ N, 9° 26′ 47″ O          | Wohn-/Geschäftshaus      |                             | 25073652 |      |
| Markt 13 51° 49′ 42″ N, 9° 26′ 44″ O          | Wohn-/Wirtschaftsgebäude |                             | 25073664 | BW   |
| Markt 15 51° 49′ 42″ N, 9° 26′ 44″ O          | Wohn-/Wirtschaftsgebäude |                             | 25073676 | BW   |
| Markt 16 51° 49′ 41″ N, 9° 26′ 46″ O          | Verwaltungsgebäude       | Handwerkskammer             | 25073688 |      |
| Markt 18 51° 49′ 41″ N, 9° 26′ 46″ O          | Wohn-/Geschäftshaus      |                             | 25073700 |      |
| Halbmondstraße 20 51° 49′ 43″ N, 9° 26′ 50″ O | Wohn-/Geschäftshaus      |                             | 25072211 |      |
| Johannisstraße 1 51° 49′ 41″ N, 9° 26′ 44″ O  | Wohn-/Geschäftshaus      |                             | 25072483 |      |

### Gruppe: Neue Straße 8–21
Die Gruppe „Neue Straße 8–21“ hat die ID 26971169.

| Lage                                       | Bezeichnung         | Beschreibung          | ID       | Bild |
| ------------------------------------------ | ------------------- | --------------------- | -------- | ---- |
| Neue Straße 9 51° 49′ 44″ N, 9° 27′ 1″ O   | Verwaltungsgebäude  | Kreisverwaltung       | 25073828 |      |
| Neue Straße 10 51° 49′ 45″ N, 9° 26′ 59″ O | Verwaltungsgebäude  | Postgebäude           | 25073840 | BW   |
| Neue Straße 12 51° 49′ 46″ N, 9° 26′ 59″ O | Verwaltungsgebäude  | Rathaus               | 25073855 |      |
| Neue Straße 13 51° 49′ 45″ N, 9° 27′ 1″ O  | Villa               |                       | 25073867 |      |
| Neue Straße 13 51° 49′ 46″ N, 9° 27′ 2″ O  | Waschküche          | Nebengebäude          | 25073879 | BW   |
| Neue Straße 13 51° 49′ 46″ N, 9° 27′ 2″ O  | Remise              | Nebengebäude          | 25073891 |      |
| Neue Straße 15 51° 49′ 46″ N, 9° 27′ 0″ O  | Verwaltungsgebäude  | Städtische Verwaltung | 25073903 |      |
| Neue Straße 16 51° 49′ 48″ N, 9° 26′ 58″ O | Wohn-/Geschäftshaus |                       | 25073915 |      |
| Neue Straße 17 51° 49′ 47″ N, 9° 27′ 0″ O  | Verwaltungsgebäude  | Standesamt            | 25073928 |      |
| Neue Straße 19 51° 49′ 48″ N, 9° 27′ 0″ O  | Verwaltungsgebäude  | Forstamt              | 25073940 |      |
| Neue Straße 21 51° 49′ 49″ N, 9° 26′ 59″ O | Villa               |                       | 25073952 |      |

### Gruppe: Niedere Straße 15–21
Die Gruppe „Niedere Straße 15–21“ hat die ID 26971178.

| Lage                                          | Bezeichnung | Beschreibung                  | ID       | Bild |
| --------------------------------------------- | ----------- | ----------------------------- | -------- | ---- |
| Niedere Straße 15 51° 49′ 48″ N, 9° 26′ 45″ O | Wohnhaus    | Durchgangsdielenhaus          | 25074045 |      |
| Niedere Straße 17 51° 49′ 48″ N, 9° 26′ 44″ O | Wohnhaus    | Wohn-, Wirtschaftsgeb., ehem. | 25074057 |      |
| Niedere Straße 19 51° 49′ 48″ N, 9° 26′ 44″ O | Wohnhaus    | Durchgangsdielenhaus          | 25074069 |      |

### Gruppe: Oberbachstraße 10–16
Die Gruppe „Oberbachstraße 10–16“ hat die ID 26971187.

| Lage                                          | Bezeichnung              | Beschreibung                  | ID       | Bild |
| --------------------------------------------- | ------------------------ | ----------------------------- | -------- | ---- |
| Oberbachstraße 10 51° 49′ 46″ N, 9° 26′ 54″ O | Wohn-/Wirtschaftsgebäude |                               | 25074093 |      |
| Oberbachstraße 14 51° 49′ 46″ N, 9° 26′ 55″ O | Wohnhaus                 |                               | 25074132 |      |
| Oberbachstraße 16 51° 49′ 45″ N, 9° 26′ 55″ O | Wohn-/Geschäftshaus      | Wohn-, Wirtschaftsgeb., ehem. | 25074144 |      |

### Gruppe: Oberbachstraße 25–29
Die Gruppe „Oberbachstraße 25–29“ hat die ID 26971196.

| Lage                                          | Bezeichnung              | Beschreibung   | ID       | Bild |
| --------------------------------------------- | ------------------------ | -------------- | -------- | ---- |
| Oberbachstraße 25 51° 49′ 46″ N, 9° 26′ 56″ O | Wohn-/Wirtschaftsgebäude |                | 25074182 |      |
| Oberbachstraße 27 51° 49′ 46″ N, 9° 26′ 56″ O | Wohn-/Geschäftshaus      | Doppelwohnhaus | 25074194 |      |
| Oberbachstraße 29 51° 49′ 46″ N, 9° 26′ 56″ O | Wohn-/Geschäftshaus      | Doppelwohnhaus | 25074206 |      |

### Gruppe: Oberbachstraße 47–51
Die Gruppe „Oberbachstraße 47–51“ hat die ID 26971205.

| Lage                                          | Bezeichnung         | Beschreibung   | ID       | Bild |
| --------------------------------------------- | ------------------- | -------------- | -------- | ---- |
| Oberbachstraße 47 51° 49′ 43″ N, 9° 26′ 58″ O | Wohn-/Geschäftshaus |                | 25074231 |      |
| Oberbachstraße 49 51° 49′ 43″ N, 9° 26′ 58″ O | Wohn-/Geschäftshaus | Doppelwohnhaus | 25074243 |      |
| Oberbachstraße 51 51° 49′ 42″ N, 9° 26′ 58″ O | Wohn-/Geschäftshaus | Doppelwohnhaus | 25074255 |      |

### Gruppe: Obere Straße 19/21 m. Hinterhäusern
Die Gruppe „Obere Straße 19/21 m. Hinterhäusern“ hat die ID 26971081.

| Lage                                        | Bezeichnung         | Beschreibung | ID       | Bild |
| ------------------------------------------- | ------------------- | ------------ | -------- | ---- |
| Obere Straße 19 51° 49′ 39″ N, 9° 26′ 52″ O | Wohn-/Geschäftshaus |              | 25074331 |      |
| Obere Straße 21 51° 49′ 39″ N, 9° 26′ 52″ O | Wohn-/Geschäftshaus |              | 25074346 |      |
| Obere Straße 21 51° 49′ 39″ N, 9° 26′ 51″ O | Hinterhaus          |              | 25074381 | BW   |

### Gruppe: Obere Straße 50, 52
Die Gruppe „Obere Straße 50, 52“ hat die ID 26971214.

| Lage                                        | Bezeichnung         | Beschreibung | ID       | Bild |
| ------------------------------------------- | ------------------- | --- | -------- | ---- |
| Obere Straße 50 51° 49′ 40″ N, 9° 26′ 43″ O | Wohnhaus            | | 25074460 |      |
| Obere Straße 52 51° 49′ 40″ N, 9° 26′ 42″ O | Wohn-/Geschäftshaus | Traufständiges, dreigeschossiges Wohn-/Geschäftshaus, ursprünglich wohl Wohn-/Wirtschaftsgebäude, Fachwerk mit vorkragendem Obergeschoss und mehrfach vorkragendem Südgiebel, Satteldach, errichtet Ende des 17. Jahrhunderts. | 25074472 |      |

### Gruppe: Landschulheim Pipping
Die Gruppe „Landschulheim Pipping“ hat die ID 26971223.

| Lage                                 | Bezeichnung              | Beschreibung                                                 | ID       | Bild |
| ------------------------------------ | ------------------------ | ------------------------------------------------------------ | -------- | ---- |
| Pipping 5 51° 49′ 28″ N, 9° 29′ 0″ O | Internatsgebäude         | Landschulh. Birkenh. der Stadt Gelsenkirchen (Kurhaus ehem.) | 25074484 | BW   |
| Pipping 51° 49′ 24″ N, 9° 29′ 0″ O   | Grünanlage               |                                                              | 25074498 | BW   |
| Pipping 7 51° 49′ 26″ N, 9° 29′ 2″ O | Wohn-/Unterrichtsgebäude | Mühle, ehem.                                                 | 25074523 | BW   |
| Pipping 51° 49′ 27″ N, 9° 28′ 59″ O  | Teich                    |                                                              | 25070420 | BW   |

### Gruppe: Sylbecker Berg 6
Die Gruppe „Sylbecker Berg 6“ hat die ID 26971250.

| Lage                                         | Bezeichnung    | Beschreibung  | ID       | Bild |
| -------------------------------------------- | -------------- | ------------- | -------- | ---- |
| Sylbecker Berg 6 51° 48′ 35″ N, 9° 26′ 54″ O | Wirtschaftshof | Villa Liebold | 25070533 | BW   |
| Sylbecker Berg 6 51° 48′ 36″ N, 9° 26′ 54″ O | Villa          | Villa Liebold | 25074673 | BW   |
| Sylbecker Berg 6 51° 48′ 35″ N, 9° 26′ 53″ O | Nebengebäude   | Villa Liebold | 25074686 | BW   |
| Sylbecker Berg 6 51° 48′ 34″ N, 9° 26′ 52″ O | Toreinfahrt    | Villa Liebold | 25074698 | BW   |
| Sylbecker Berg 6 51° 48′ 37″ N, 9° 26′ 54″ O | Garten         | Villa Liebold | 25074712 | BW   |

### Gruppe: Uferstraße 18, 20
Die Gruppe „Uferstraße 18, 20“ hat die ID 26971259.

| Lage                                      | Bezeichnung | Beschreibung | ID       | Bild |
| ----------------------------------------- | ----------- | ------------ | -------- | ---- |
| Uferstraße 18 51° 49′ 46″ N, 9° 26′ 38″ O | Wohnhaus    |              | 25074854 |      |
| Uferstraße 20 51° 49′ 47″ N, 9° 26′ 38″ O | Wohnhaus    |              | 25074866 |      |

### Gruppe: Unterbachstraße 3–9
Die Gruppe „Unterbachstraße 3–9“ hat die ID 26971268.

| Lage                                          | Bezeichnung | Beschreibung | ID       | Bild |
| --------------------------------------------- | ----------- | ------------ | -------- | ---- |
| Unterbachstraße 3 51° 49′ 50″ N, 9° 26′ 42″ O | Wohnhaus    |              | 25074904 |      |
| Unterbachstraße 5 51° 49′ 50″ N, 9° 26′ 42″ O | Wohnhaus    |              | 25074916 |      |
| Unterbachstraße 7 51° 49′ 50″ N, 9° 26′ 42″ O | Wohnhaus    |              | 25074941 |      |
| Unterbachstraße 9 51° 49′ 50″ N, 9° 26′ 43″ O | Wohnhaus    |              | 25074966 |      |

### Gruppe: Unterbachstraße 15–31
Die Gruppe „Unterbachstraße 15–31“ hat die ID 26971277.

| Lage                                           | Bezeichnung | Beschreibung                  | ID       | Bild |
| ---------------------------------------------- | ----------- | ----------------------------- | -------- | ---- |
| Unterbachstraße 15 51° 49′ 50″ N, 9° 26′ 44″ O | Wohnhaus    |                               | 25074978 |      |
| Unterbachstraße 17 51° 49′ 50″ N, 9° 26′ 44″ O | Wohnhaus    |                               | 25074990 |      |
| Unterbachstraße 19 51° 49′ 50″ N, 9° 26′ 45″ O | Wohnhaus    |                               | 25075002 | BW   |
| Unterbachstraße 21 51° 49′ 50″ N, 9° 26′ 45″ O | Wohnhaus    |                               | 25075014 |      |
| Unterbachstraße 23 51° 49′ 50″ N, 9° 26′ 46″ O | Wohnhaus    |                               | 25075026 |      |
| Unterbachstraße 25 51° 49′ 50″ N, 9° 26′ 46″ O | Wohnhaus    |                               | 25075038 |      |
| Unterbachstraße 27 51° 49′ 50″ N, 9° 26′ 47″ O | Wohnhaus    |                               | 25075050 |      |
| Unterbachstraße 29 51° 49′ 50″ N, 9° 26′ 47″ O | Wohnhaus    |                               | 25075062 |      |
| Unterbachstraße 31 51° 49′ 50″ N, 9° 26′ 48″ O | Wohnhaus    | Wohn-, Wirtschaftsgeb., ehem. | 25075074 | BW   |

### Gruppe: Weberstraße 3–7
Die Gruppe „Weberstraße 3–7“ hat die ID 26971286.

| Lage                                      | Bezeichnung | Beschreibung                    | ID       | Bild |
| ----------------------------------------- | ----------- | ------------------------------- | -------- | ---- |
| Weberstraße 3 51° 49′ 44″ N, 9° 26′ 52″ O | Wohnhaus    | Doppelhs., Querdielenhs., ehem. | 25075099 |      |
| Weberstraße 5 51° 49′ 44″ N, 9° 26′ 52″ O | Wohnhaus    | Doppelhs., Querdielenhs., ehem. | 25075111 |      |
| Weberstraße 7 51° 49′ 45″ N, 9° 26′ 52″ O | Wohnhaus    |                                 | 25075123 |      |

### Gruppe: Weserstraße 1–8
Die Gruppe „Weserstraße 1–8“ hat die ID 26971295.

| Lage                                      | Bezeichnung   | Beschreibung                  | ID       | Bild |
| ----------------------------------------- | ------------- | ----------------------------- | -------- | ---- |
| Weserstraße 1 51° 49′ 42″ N, 9° 26′ 42″ O | Wohnhaus      |                               | 25075187 |      |
| Weserstraße 3 51° 49′ 42″ N, 9° 26′ 42″ O | Wohnhaus      | Wohn-, Wirtschaftsgeb., ehem. | 25075211 |      |
| Weserstraße 4 51° 49′ 42″ N, 9° 26′ 42″ O | Giebelfassade |                               | 25075223 |      |
| Weserstraße 5 51° 49′ 41″ N, 9° 26′ 41″ O | Wohnhaus      |                               | 25075237 |      |
| Weserstraße 6 51° 49′ 42″ N, 9° 26′ 41″ O | Wohnhaus      |                               | 25075249 |      |
| Weserstraße 8 51° 49′ 42″ N, 9° 26′ 41″ O | Wohnhaus      | Wohn-, Wirtschaftsgeb., ehem. | 25075277 |      |

### Einzeldenkmale
| Lage                                                     | Bezeichnung              | Beschreibung                                       | ID       | Bild           |
| -------------------------------------------------------- | ------------------------ | -------------------------------------------------- | -------- | -------------- |
| 51° 46′ 27″ N, 9° 24′ 51″ O                              | Wandervogelheim          |                                                    | 25076447 | BW             |
| L 550, km 71,449 51° 46′ 39″ N, 9° 25′ 20″ O             | Grenzstein               |                                                    | 26968350 | BW             |
| L 550, km 71,173 51° 46′ 46″ N, 9° 25′ 30″ O             | Grenzstein               |                                                    | 26968330 | BW             |
| Allersheimer Straße 1 51° 49′ 53″ N, 9° 27′ 11″ O        | Wohnhaus                 |                                                    | 25070785 |                |
| Allersheimer Straße 5 51° 49′ 54″ N, 9° 27′ 14″ O        | Villa                    |                                                    | 25070798 |                |
| Altendorfer Straße 4 51° 49′ 39″ N, 9° 27′ 46″ O         | Villa                    |                                                    | 25070849 |                |
| Altendorfer Straße 19 51° 49′ 34″ N, 9° 27′ 53″ O        | Gaststätte               | Heller`s Krug                                      | 25070862 |                |
| An den Teichen 27 51° 49′ 35″ N, 9° 27′ 35″ O            | Wohnhaus                 |                                                    | 25070977 |                |
| An den Teichen 29/31 51° 49′ 35″ N, 9° 27′ 36″ O         | Wohnhaus                 | Doppelwohnhaus                                     | 25070977 |                |
| An der Paulikirche 2 51° 49′ 31″ N, 9° 27′ 54″ O         | Wohnhaus                 |                                                    | 25076556 |                |
| An der Paulikirche 51° 49′ 30″ N, 9° 27′ 53″ O           | Kirche (Bauwerk)         | ev. Kirche St. Paul                                | 25071015 | Weitere Bilder |
| Bahnhofstraße 23 51° 49′ 22″ N, 9° 27′ 10″ O             | Villa                    |                                                    | 25076414 | BW             |
| Bahnhofstraße 26 51° 49′ 21″ N, 9° 27′ 8″ O              | Villa                    |                                                    | 25071157 |                |
| Bahnhofstraße 31 51° 49′ 19″ N, 9° 27′ 12″ O             | Bibliotheksgebäude       | Bankgebäude, ehem. (Reichsbank)                    | 25071171 |                |
| Bahnhofstraße 39/41 51° 49′ 16″ N, 9° 27′ 14″ O          | Empfangsgebäude          | Bahnhof Holzminden, Eisenbahn-Übernachtungshaus    | 25071187 | Weitere Bilder |
| Bahnhofstraße 43 51° 49′ 12″ N, 9° 27′ 12″ O             | Empfangsgebäude          | Bahnhof Holzminden                                 | 25071202 | Weitere Bilder |
| Bahnhofstraße 43 51° 49′ 13″ N, 9° 27′ 14″ O             | Bahnsteigüberdachung     | Bahnsteig 2 und 3                                  | 25076674 |                |
| Bahnhofstraße 47 51° 49′ 10″ N, 9° 27′ 8″ O              | Lokschuppen              | Bahnhof Holzminden                                 | 25071029 |                |
| Bismarckstraße 6 51° 49′ 42″ N, 9° 27′ 14″ O             | Wohnhaus                 | Doppelwohnhaus                                     | 25071222 | BW             |
| Bismarckstraße 8 51° 49′ 42″ N, 9° 27′ 14″ O             | Wohnhaus                 | Doppelwohnhaus                                     | 25071235 |                |
| Bismarckstraße 10 51° 49′ 43″ N, 9° 27′ 14″ O            | Wohnhaus                 |                                                    | 25071248 |                |
| Böntalstraße 44 51° 49′ 41″ N, 9° 27′ 3″ O               | Verwaltungsgebäude       | Davin’sches Haus, Vermessungs- u. Katasterverwalt. | 25071261 |                |
| B 64, km 65,024 51° 49′ 40″ N, 9° 26′ 35″ O              | Brücke (Bauwerk)         | Brücke ü. WL Weser                                 | 25075830 |                |
| Forster Weg 9 51° 49′ 55″ N, 9° 27′ 8″ O                 | Wohnhaus                 |                                                    | 25071420 | BW             |
| Fürstenberger Straße 2 C 51° 49′ 36″ N, 9° 27′ 2″ O      | Schmiede                 | Schmiedewerkstatt, ehem.                           | 25070406 | BW             |
| Fürstenberger Straße 41 51° 49′ 16″ N, 9° 26′ 54″ O      | Wohnhaus                 |                                                    | 25071549 |                |
| Fürstenberger Straße 60 51° 49′ 4″ N, 9° 26′ 57″ O       | Wohnhaus                 |                                                    | 25071562 | BW             |
| Fürstenberger Straße 62 51° 49′ 3″ N, 9° 26′ 57″ O       | Wohnhaus                 |                                                    | 25071575 | BW             |
| Fürstenberger Straße 64 51° 49′ 0″ N, 9° 26′ 57″ O       | Gaststätte               |                                                    | 25071588 | BW             |
| Fürstenberger Straße 67 51° 49′ 9″ N, 9° 26′ 55″ O       | Wohnhaus                 |                                                    | 25071601 | BW             |
| Goldener Winkel 6 51° 49′ 48″ N, 9° 26′ 42″ O            | Wohnhaus                 |                                                    | 25071672 |                |
| Goldener Winkel 7 51° 49′ 48″ N, 9° 26′ 41″ O            | Wohn-/Wirtschaftsgebäude |                                                    | 25071685 |                |
| Goldener Winkel 8 51° 49′ 49″ N, 9° 26′ 42″ O            | Wohn-/Geschäftshaus      |                                                    | 25071698 |                |
| Goldener Winkel 9 51° 49′ 48″ N, 9° 26′ 41″ O            | Wohnhaus                 |                                                    | 25071711 |                |
| Grabenstraße 43 51° 49′ 36″ N, 9° 26′ 45″ O              | Wohnhaus                 | Tillyhaus                                          | 25072028 | Weitere Bilder |
| Haarmannplatz 3 51° 49′ 38″ N, 9° 27′ 3″ O               | Hochschulgebäude         | Staatsbauschule, ehem.                             | 25072053 |                |
| Haarmannplatz 3 51° 49′ 39″ N, 9° 27′ 6″ O               | Denkmal                  | Denkmal für Friedrich Ludwig Haarmann              | 25070121 | Weitere Bilder |
| Halbmondstraße 1 51° 49′ 47″ N, 9° 26′ 48″ O             | Gaststätte               |                                                    | 25072132 |                |
| Halbmondstraße 4 51° 49′ 47″ N, 9° 26′ 50″ O             | Wohn-/Wirtschaftsgebäude |                                                    | 25072158 |                |
| Halbmondstraße 5 51° 49′ 46″ N, 9° 26′ 48″ O             | Wohn-/Geschäftshaus      | Durchgangsdielenhaus, ehem.                        | 25072172 |                |
| Halbmondstraße 8 51° 49′ 46″ N, 9° 26′ 50″ O             | Wohn-/Wirtschaftsgebäude |                                                    | 25072185 |                |
| Halbmondstraße 9 51° 49′ 46″ N, 9° 26′ 48″ O             | Wohnhaus                 | Severinsches Haus                                  | 25072223 |                |
| Halbmondstraße 16 51° 49′ 44″ N, 9° 26′ 50″ O            | Wohn-/Geschäftshaus      |                                                    | 25072198 |                |
| Hintere Straße 1 51° 49′ 38″ N, 9° 26′ 56″ O             | Wohnhaus                 | Eckbau/Durchgangsdielenhs. ehem.                   | 25072236 | BW             |
| Hintere Straße 8 51° 49′ 38″ N, 9° 26′ 51″ O             | Wohn-/Wirtschaftsgebäude |                                                    | 25072263 | BW             |
| Hintere Straße 25 51° 49′ 38″ N, 9° 26′ 48″ O            | Wohnhaus                 | Doppelwohnhaus                                     | 25072404 | BW             |
| Hintere Straße 27 51° 49′ 38″ N, 9° 26′ 47″ O            | Wohnhaus                 | Doppelwohnhaus                                     | 25072418 | BW             |
| Im Bruche 51° 49′ 11″ N, 9° 26′ 44″ O                    | Friedhof                 | Einer der Jüdischen Friedhöfe in Holzminden        | 25076373 |                |
| Im Bruche 51° 49′ 12″ N, 9° 26′ 44″ O                    | Ligusterhecke            | um den Jüdischen Friedhof                          | 25070260 |                |
| Johannismarkt 51° 49′ 37″ N, 9° 26′ 36″ O                | Brücke (Bauwerk)         | ü. Herrenb. zw. Johann. u. A. d. Blei              | 25072431 | BW             |
| Johannismarkt 1 51° 49′ 38″ N, 9° 26′ 45″ O              | Wohnhaus                 | Staatshochbauamt                                   | 25072444 |                |
| Johannismarkt 2 51° 49′ 38″ N, 9° 26′ 44″ O              | Wohn-/Wirtschaftsgebäude | Durchgangsdielenhaus                               | 25072457 |                |
| Johannismarkt 2 a 51° 49′ 38″ N, 9° 26′ 44″ O            | Wohn-/Wirtschaftsgebäude |                                                    | 25072470 |                |
| Johannisstraße 2 51° 49′ 41″ N, 9° 26′ 46″ O             | Wohnhaus                 |                                                    | 25072495 |                |
| Karlstraße 13 51° 49′ 50″ N, 9° 26′ 55″ O                | Wohnhaus                 |                                                    | 25072910 |                |
| Karlstraße 16 51° 49′ 49″ N, 9° 26′ 56″ O                | Wohnhaus                 |                                                    | 25072961 |                |
| Karlstraße 25 51° 49′ 53″ N, 9° 27′ 7″ O                 | Wohn-/Geschäftshaus      |                                                    | 25072988 |                |
| Karlstraße 28 51° 49′ 52″ N, 9° 27′ 8″ O                 | Wohn-/Geschäftshaus      |                                                    | 25073001 |                |
| Karlstraße 29 51° 49′ 53″ N, 9° 27′ 10″ O                | Wohnhaus                 |                                                    | 25073014 |                |
| Kirchplatz 51° 49′ 44″ N, 9° 26′ 43″ O                   | Kirche (Bauwerk)         | Lutherkirche                                       | 25073027 | Weitere Bilder |
| Kirchplatz 51° 49′ 43″ N, 9° 26′ 43″ O                   | Kirchplatz               |                                                    | 40843741 |                |
| Kirchplatz 7 51° 49′ 44″ N, 9° 26′ 41″ O                 | Wohnhaus                 |                                                    | 25073064 |                |
| Kirchplatz 9 51° 49′ 44″ N, 9° 26′ 41″ O                 | Wohnhaus                 |                                                    | 25073077 |                |
| Kirchplatz 11 51° 49′ 45″ N, 9° 26′ 41″ O                | Wohnhaus                 |                                                    | 25073090 |                |
| Kirchstraße 4 51° 49′ 45″ N, 9° 26′ 45″ O                | Wohnhaus                 |                                                    | 25073115 |                |
| Kirchstraße 5 51° 49′ 45″ N, 9° 26′ 43″ O                | Wohn-/Wirtschaftsgebäude |                                                    | 25073128 |                |
| Kirchstraße 9 51° 49′ 46″ N, 9° 26′ 42″ O                | Schule                   | Bürgerschule, ehem.                                | 25073141 |                |
| Mittlere Straße 9 51° 49′ 42″ N, 9° 26′ 54″ O            | Wohn-/Wirtschaftsgebäude | Durchgangsdielenhaus, ehem.                        | 25073725 |                |
| Mittlere Straße 12 51° 49′ 43″ N, 9° 26′ 54″ O           | Wohn-/Wirtschaftsgebäude |                                                    | 25073738 |                |
| Moltkestraße 2 51° 49′ 39″ N, 9° 27′ 36″ O               | Wohnhaus                 |                                                    | 25073751 | BW             |
| Moltkestraße 4 51° 49′ 37″ N, 9° 27′ 36″ O               | Villa                    |                                                    | 25073764 |                |
| Moltkestraße 5 51° 49′ 36″ N, 9° 27′ 38″ O               | Villa                    |                                                    | 25073777 |                |
| Neue Straße 4 51° 49′ 43″ N, 9° 27′ 0″ O                 | Wohn-/Geschäftshaus      |                                                    | 25073790 | BW             |
| Neue Straße 7 51° 49′ 43″ N, 9° 27′ 2″ O                 | Wohnhaus                 |                                                    | 25073803 | BW             |
| Niedere Straße 1 51° 49′ 48″ N, 9° 26′ 50″ O             | Wohn-/Wirtschaftsgebäude |                                                    | 25073964 |                |
| Niedere Straße 1 51° 49′ 48″ N, 9° 26′ 50″ O             | Vorplatz                 |                                                    | 25070477 |                |
| Niedere Straße 1 51° 49′ 48″ N, 9° 26′ 50″ O             | Brunnen                  | Raabe-Brunnen                                      | 25070492 | BW             |
| Niedere Straße 11 51° 49′ 48″ N, 9° 26′ 46″ O            | Wohnhaus                 |                                                    | 25074005 |                |
| Niedere Straße 11 51° 49′ 48″ N, 9° 26′ 46″ O            | Gaststätte               |                                                    | 25070043 | BW             |
| Niedere Straße 12 51° 49′ 47″ N, 9° 26′ 44″ O            | Wohnhaus                 |                                                    | 25074019 |                |
| Niedere Straße 14 51° 49′ 47″ N, 9° 26′ 43″ O            | Wohn-/Wirtschaftsgebäude |                                                    | 25074032 |                |
| Oberbachstraße 20 51° 49′ 44″ N, 9° 26′ 56″ O            | Wohn-/Geschäftshaus      | Wohn-, Wirtschaftsgeb., ehem.                      | 25074156 |                |
| Oberbachstraße 45 51° 49′ 43″ N, 9° 26′ 58″ O            | Turm (Bauwerk)           | Torturm Holzminden, heute Heimatmuseum             | 25074218 | Weitere Bilder |
| Oberbachstraße 24 51° 49′ 42″ N, 9° 26′ 57″ O            | Wohn-/Geschäftshaus      | Wohn-, Wirtschaftsgeb., ehem.                      | 25074169 |                |
| Oberbachstraße 63 51° 49′ 41″ N, 9° 26′ 58″ O            | Wohn-/Geschäftshaus      |                                                    | 25074267 |                |
| Obere Straße 4 51° 49′ 40″ N, 9° 26′ 59″ O               | Wohn-/Geschäftshaus      |                                                    | 25074292 |                |
| Obere Straße 11 51° 49′ 40″ N, 9° 26′ 54″ O              | Wohn-/Geschäftshaus      |                                                    | 25074305 |                |
| Obere Straße 14 51° 49′ 41″ N, 9° 26′ 55″ O              | Wohn-/Geschäftshaus      |                                                    | 25074318 | BW             |
| Obere Straße 26 51° 49′ 42″ N, 9° 26′ 51″ O              | Wirtschaftsgebäude       | nur Hintergeb.in d.Engen Str.                      | 25072495 | BW             |
| Obere Straße 28 51° 49′ 40″ N, 9° 26′ 51″ O              | Wohn-/Geschäftshaus      |                                                    | 25074408 |                |
| Obere Straße 30 51° 49′ 40″ N, 9° 26′ 50″ O              | Bank (Geldinstitut)      |                                                    | 25076588 |                |
| Obere Straße 44 51° 49′ 40″ N, 9° 26′ 46″ O              | Wohn-/Geschäftshaus      | Durchgangsdielenhaus, ehem.                        | 25074434 |                |
| Rumohrtalstraße 74 51° 48′ 54″ N, 9° 28′ 39″ O           | Wohnhaus                 | ehem. Blankschmiede                                | 25070760 | BW             |
| Rumohrtalstraße 74 51° 48′ 53″ N, 9° 28′ 40″ O           | Schmiede                 | ehem. Blankschmiede                                | 25075788 | BW             |
| Sollingstraße 58 51° 49′ 42″ N, 9° 28′ 7″ O              | Villa                    |                                                    | 25074595 |                |
| Sollingstraße 85 51° 49′ 40″ N, 9° 27′ 55″ O             | Villa                    | Villa Rosenhof                                     | 25074608 | BW             |
| Sparenbergstraße 3 51° 49′ 24″ N, 9° 27′ 23″ O           | Villa                    |                                                    | 25074622 |                |
| Sparenbergstraße 17 51° 49′ 9″ N, 9° 27′ 21″ O           | Villa                    |                                                    | 25075813 | BW             |
| Steinhof 1 51° 49′ 39″ N, 9° 26′ 39″ O                   | Wohnhaus                 | Fährhaus                                           | 25074647 | BW             |
| Steinstraße/Sparenbergstraße 51° 49′ 25″ N, 9° 27′ 20″ O | Stellwerk                | Bahnhof Holzminden, Stellwerk 'Ho'                 | 25071274 | BW             |
| Südstraße 3 51° 49′ 18″ N, 9° 27′ 9″ O                   | Villa                    |                                                    | 25074660 |                |
| Sylbecker Berg 51° 48′ 31″ N, 9° 27′ 12″ O               | Turm (Bauwerk)           | Kaiser-Wilhelm-Turm                                | 25074726 | Weitere Bilder |
| Sylbecker Berg 51° 48′ 31″ N, 9° 27′ 13″ O               | Gedenkstein              | Hermann-Schrader                                   | 25074739 | BW             |
| Sylbecker Berg 51° 48′ 36″ N, 9° 27′ 15″ O               | Gedenkstätte             | Thingstätte, ehem.                                 | 25074752 | BW             |
| Uferstraße 13 51° 49′ 48″ N, 9° 26′ 37″ O                | Villa                    |                                                    | 25074827 |                |
| Uferstraße 13 51° 49′ 48″ N, 9° 26′ 37″ O                | Einfriedung              |                                                    | 25070369 |                |
| Uferstraße 16 51° 49′ 46″ N, 9° 26′ 39″ O                | Schule                   | Gymnasium, ehem.                                   | 25074841 |                |
| Uhlenflucht 6 51° 50′ 1″ N, 9° 27′ 0″ O                  | Wohnhaus                 | Doppelwohnhaus                                     | 25074878 | BW             |
| Uhlenflucht 8 51° 50′ 1″ N, 9° 27′ 0″ O                  | Wohnhaus                 | Doppelwohnhaus                                     | 25074891 | BW             |
| Unterbachstraße 6 51° 49′ 49″ N, 9° 26′ 45″ O            | Wohnhaus                 |                                                    | 25074928 | BW             |
| Unterbachstraße 8 51° 49′ 49″ N, 9° 26′ 46″ O            | Wohnhaus                 |                                                    | 25074953 | BW             |
| Wallstraße 24 51° 49′ 52″ N, 9° 26′ 34″ O                | Speicher (Bauwerk)       |                                                    | 25075848 |                |
| Weberstraße 2 51° 49′ 44″ N, 9° 26′ 53″ O                | Wohn-/Wirtschaftsgebäude |                                                    | 25075086 |                |
| Weberstraße 12 51° 49′ 46″ N, 9° 26′ 53″ O               | Wohnhaus                 | Querdielenhaus, ehem.                              | 25075135 |                |
| Weberstraße 14 51° 49′ 47″ N, 9° 26′ 53″ O               | Wohnhaus                 | Wohn-/Wirtschaftsgebäude, ehem.                    | 25075161 |                |
| Weberstraße 11 A 51° 49′ 47″ N, 9° 26′ 52″ O             | Wirtschaftsgebäude       |                                                    | 25070520 |                |
| Weberstraße 13 51° 49′ 47″ N, 9° 26′ 52″ O               | Wohnhaus                 | Durchgangsdielenhaus, ehem.                        | 25075148 |                |
| Weberstraße 15 51° 49′ 47″ N, 9° 26′ 52″ O               | Wohnhaus                 | Durchgangsdielenhaus, ehem.                        | 25075174 |                |
| Weserstraße 7 51° 49′ 41″ N, 9° 26′ 40″ O                | Wohnhaus                 | Wrisbergscher Hof                                  | 25075261 |                |

## Mühlenberg
Baudenkmale im Ortsteil Mühlenberg.

### Einzeldenkmale
| Lage                                         | Bezeichnung       | Beschreibung          | ID       | Bild |
| -------------------------------------------- | ----------------- | --------------------- | -------- | ---- |
| Mühlenberg 9 51° 47′ 42″ N, 9° 30′ 46″ O     | Kapelle (Bauwerk) |                       | 25075374 |      |
| Mühlenberg 9 51° 47′ 42″ N, 9° 30′ 45″ O     | Schule            |                       | 25075387 | BW   |
| Mühlenberg 9 51° 47′ 43″ N, 9° 30′ 45″ O     | Lehrerwohnung     |                       | 25070193 | BW   |
| Mühlenberg 10/11 51° 47′ 43″ N, 9° 30′ 44″ O | Wohnhaus          |                       | 25075401 | BW   |
| Mühlenberg 21 51° 47′ 42″ N, 9° 30′ 45″ O    | Forsthaus         | staatliches Forsthaus | 25075414 | BW   |

## Neuhaus im Solling
Baudenkmale im Ortsteil Neuhaus im Solling.

### Gruppe: ev. Kirche, Hackelbergstraße 4
Die Gruppe „ev. Kirche, Hackelbergstraße 4“ hat die ID 26971334.

| Lage                                           | Bezeichnung       | Beschreibung | ID       | Bild           |
| ---------------------------------------------- | ----------------- | ------------ | -------- | -------------- |
| Hackelbergstraße 4 51° 45′ 10″ N, 9° 31′ 28″ O | Schule            | alte Schule  | 25075461 |                |
| Hackelbergstraße 6 51° 45′ 10″ N, 9° 31′ 30″ O | Kirche (Bauwerk)  | ev. Kirche   | 25075440 | Weitere Bilder |
| Hackelbergstraße 6 51° 45′ 10″ N, 9° 31′ 31″ O | Kapelle (Bauwerk) |              | 25075475 |                |
| Hackelbergstraße 6 51° 45′ 10″ N, 9° 31′ 30″ O | Friedhof          |              | 25070011 | BW             |

### Gruppe: Schlossplatz, Amtshaus
Die Gruppe „Schlossplatz, Amtshaus“ hat die ID 26971352.

| Lage                                           | Bezeichnung  | Beschreibung        | ID       | Bild |
| ---------------------------------------------- | ------------ | ------------------- | -------- | ---- |
| Hackelbergstraße 1 51° 45′ 11″ N, 9° 31′ 24″ O | Amtshaus     | Jagdschloss Neuhaus | 25075542 |      |
| Hackelbergstraße 1 51° 45′ 11″ N, 9° 31′ 27″ O | Nebengebäude |                     | 25076301 | BW   |
| Hackelbergstraße 1 51° 45′ 12″ N, 9° 31′ 26″ O | Nebengebäude |                     | 25076284 | BW   |
| Hackelbergstraße 1 51° 45′ 13″ N, 9° 31′ 26″ O | Nebengebäude |                     | 25076267 | BW   |

### Gruppe: Schlossplatz, Forsthaus, ehem.
Die Gruppe „Schlossplatz, Forsthaus, ehem.“ hat die ID 26971361.

| Lage                                      | Bezeichnung  | Beschreibung | ID       | Bild |
| ----------------------------------------- | ------------ | ------------ | -------- | ---- |
| Schloßplatz 4 51° 45′ 13″ N, 9° 31′ 22″ O | Nebengebäude |              | 25070206 | BW   |
| Schloßplatz 6 51° 45′ 13″ N, 9° 31′ 20″ O | Forsthaus    |              | 25075561 | BW   |

### Gruppe: Gestüt, ehem. Laubhof, Laubhof 1
Die Gruppe „Gestüt, ehem. Laubhof, Laubhof 1“ hat die ID 26971343.

| Lage                                    | Bezeichnung              | Beschreibung                  | ID       | Bild |
| --------------------------------------- | ------------------------ | ----------------------------- | -------- | ---- |
| Laubhof 1 51° 45′ 4″ N, 9° 31′ 26″ O    | Wohn-/Wirtschaftsgebäude |                               | 25075528 | BW   |
| Laubhof 51° 45′ 5″ N, 9° 31′ 24″ O      | Nebengebäude             | Sekretärshaus/Haus des Gastes | 25075505 |      |
| Lindenstraße 51° 45′ 6″ N, 9° 31′ 21″ O | Hofanlage                | Gestüt, ehem.                 | 25075491 |      |
| Lindenstraße 51° 45′ 4″ N, 9° 31′ 22″ O | Hofanlage                | Gestüt, ehem.                 | 25075491 | BW   |

### Einzeldenkmale
| Lage                                         | Bezeichnung      | Beschreibung | ID       | Bild |
| -------------------------------------------- | ---------------- | ------------ | -------- | ---- |
| B 497, km 12,078 51° 45′ 16″ N, 9° 31′ 20″ O | Grenzstein       |              | 25075882 | BW   |
| B 497, km 12,080 51° 45′ 16″ N, 9° 31′ 20″ O | Grenzstein       |              | 25075866 | BW   |
| Am Teich 13 51° 45′ 17″ N, 9° 31′ 15″ O      | Forsthaus        |              | 25075427 | BW   |
| Am Wildenkiel 51° 45′ 12″ N, 9° 31′ 15″ O    | Brücke (Bauwerk) |              | 25076510 | BW   |
| Eichenallee 1 51° 45′ 9″ N, 9° 31′ 24″ O     | Pfarrhaus        |              | 25075574 |      |
| Sievertgrund 2 51° 45′ 53″ N, 9° 30′ 33″ O   | Schule           |              | 25075601 | BW   |
| Sievertgrund 2 51° 45′ 53″ N, 9° 30′ 33″ O   | Lehrerwohnung    |              | 25070178 | BW   |

## Silberborn
Baudenkmale im Ortsteil Silberborn.

### Gruppe: Angerstraße 11, 13, 15
Die Gruppe „Angerstraße 11, 13, 15“ hat die ID 26971370.

| Lage                                      | Bezeichnung | Beschreibung                  | ID       | Bild |
| ----------------------------------------- | ----------- | ----------------------------- | -------- | ---- |
| Angerstraße 11 51° 46′ 8″ N, 9° 32′ 39″ O | Wohnhaus    | Wohn-, Wirtschaftsgeb., ehem. | 25075666 | BW   |
| Angerstraße 13 51° 46′ 8″ N, 9° 32′ 39″ O | Wohnhaus    |                               | 25075680 | BW   |
| Angerstraße 15 51° 46′ 8″ N, 9° 32′ 38″ O | Wohnhaus    |                               | 25075707 | BW   |

### Einzeldenkmale
| Lage                                            | Bezeichnung      | Beschreibung                                   | ID       | Bild           |
| ----------------------------------------------- | ---------------- | ---------------------------------------------- | -------- | -------------- |
| Angerstraße 1 51° 46′ 6″ N, 9° 32′ 44″ O        | Wohnhaus         | Gebäude des Glas- und Heimatmuseums Silberborn | 25075615 |                |
| Angerstraße 8 51° 46′ 9″ N, 9° 32′ 39″ O        | Wohnhaus         | Wohn-, Wirtschaftsgeb., ehem.                  | 25075653 | BW             |
| Angerstraße 16 51° 46′ 10″ N, 9° 32′ 35″ O      | Wohnhaus         |                                                | 25075721 | BW             |
| Holzmindener Str. 2 51° 46′ 13″ N, 9° 32′ 32″ O | Wohnhaus         |                                                | 25075734 | BW             |
| Sollinger Landstraße 51° 46′ 5″ N, 9° 32′ 45″ O | Kirche (Bauwerk) | ev. Kirche                                     | 25075762 | Weitere Bilder |
| Sollinger Landstraße 51° 46′ 6″ N, 9° 32′ 45″ O | Gedenkstätte     | Gefallenen-Gedenkstätte                        | 25075775 |                |